# Sorquainville
Sorquainville é uma comuna francesa na região administrativa da Normandia, no departamento de Sena Marítimo. Estende-se por uma área de 4,47 km². Em 2010 a comuna tinha 188 habitantes (densidade: 42,1 hab./km²).